# Christiaan I van Anhalt-Bernburg
Christiaan I van Anhalt-Bernburg (Bernburg, 11 mei 1568 - aldaar, 17 april 1630) was van 1586 tot 1603 vorst van Anhalt en van 1603 tot aan zijn dood vorst van Anhalt-Bernburg. Hij behoorde tot het huis Ascaniërs.

## Levensloop
Christiaan I was de tweede zoon van vorst Joachim Ernst van Anhalt en diens eerste echtgenote Agnes van Barby, dochter van graaf Wolfgang. Na de dood van zijn vader in 1586 erfde hij het vorstendom Anhalt, samen met zijn oude broer Johan George I en zijn vijf halfbroers Bernhard, August, Rudolf, Johan Ernst en Lodewijk I. Na de verdeling van het vorstendom Anhalt kreeg hij in 1603 het vorstendom Anhalt-Bernburg toegewezen.
Vanaf 1570 werd hij in Dessau opgeleid door Caspar Gottschalk. Hij leerde Italiaans, Latijn en Frans en als kind al nam hij deel aan diplomatieke missies. De hoogbegaafde en goedbereisde Christiaan ontwikkelde zich tot een ambitieuze en wereldse diplomaat. Vanaf 1586 verbleef hij meerdere jaren aan het hof van zijn neef, keurvorst Christiaan I van Saksen, in Dresden. De twee waren goed bevriend, deelden een calvinistische overtuiging, maar Christiaan had het moeilijk met de alcoholexcessen aan het hof in Dresden. 
Toen in 1592 de successieoorlog om het prinsbisdom Straatsburg uitbrak, ondersteunde Christiaan het Brandenburg tegen Lotharingen. In 1595 trad hij als stadhouder van de Opper-Palts in dienst bij keurvorst Frederik IV van de Palts. In deze functie resideerde hij in Amberg. 
In 1605 bekeerde hij zich openlijk tot het calvinisme en in 1608 trad hij toe tot de Protestantse Unie die aangevoerd werd door keurvorst Frederik V van de Palts, een antikatholieke en antikeizerlijke alliantie die moest dienen voor de stabiliteit van de Reformatie.
Toen Frederik V in 1610 keurvorst van de Palts werd, verwierf Christiaan als raadgever van de jonge en onervaren keurvorst invloed aan het hof in Heidelberg. Ook was hij nauw betrokken bij de verkiezing van Frederik tot koning van Bohemen in 1619. Nadien werd Christiaan door Frederik benoemd tot commandant van de protestantse troepen die Bohemen moest verdedigen tegen de katholieke troepen van keizer Ferdinand II. Bij de Slag op de Witte Berg werden de troepen van Christiaan echter verslagen door het leger van de Katholieke Liga. Christiaan werd vervolgens door keizer Ferdinand II in de rijksban geplaatst en hij vluchtte in ballingschap, eerst naar Zweden en daarna naar het Deense Flensburg. Nadat de Protestantse Unie in 1621 ontbonden werd, stuurde hij Diederich von der Weder naar de keizer in Wenen om de opheffing van de rijksban te vragen. Op 19 juli 1624 werd die Christiaan verleend, waarna hij kon terugkeren naar Slot van Bernburg. 
In 1619 werd Christiaan I door zijn halfbroer Lodewijk I van Anhalt-Köthen opgenomen in het Vruchtdragende Gezelschap. Hij gebruikte als gezelschapsnaam de Gekoesterde en als motto naar jou. Als embleem koos hij voor de zonnebloem. 
In april 1630 stierf Christiaan I op 62-jarige leeftijd in het Slot van Bernburg. Hij werd bijgezet in de Slotkerk van Bernburg, waar hij een familiegraf voor zichzelf en zijn nakomelingen stichtte.

## Huwelijk en nakomelingen
Op 2 juli 1595 huwde Christiaan met Anna (1579-1640), dochter van graaf Arnold II van Bentheim-Tecklenburg. Ze kregen zestien kinderen:
- Frederik Christiaan (1596-1596)
- Amalia Juliana (1597-1605)
- Christiaan II (1599-1656), vorst van Anhalt-Bernburg
- Eleonora Maria (1600-1657), huwde in 1626 met hertog Johan Albrecht II van Mecklenburg-Güstrow
- een doodgeboren dochter (1601)
- Sibylle Elisabeth (1602-1648)
- Anna Magdalena (1603-1611)
- Anna Sophia (1604-1640)
- Louise Amalia (1606-1635)
- Ernst (1608-1632)
- Amoena Juliana (1609-1628)
- Agnes Magdalena (1612-1629)
- Frederik (1613-1670), vorst van Anhalt-Harzgerode
- Sophia Margaretha (1615-1673), huwde in 1651 met vorst Johan Casimir van Anhalt-Dessau
- Dorothea Mathilde (1617-1656)
- Frederik Lodewijk (1619-1621)

### Voorouders
| Kwartierstaat van Christiaan I van Anhalt-Bernburg | Kwartierstaat van Christiaan I van Anhalt-Bernburg                       | Kwartierstaat van Christiaan I van Anhalt-Bernburg                       | Kwartierstaat van Christiaan I van Anhalt-Bernburg                                  | Kwartierstaat van Christiaan I van Anhalt-Bernburg                                  | Kwartierstaat van Christiaan I van Anhalt-Bernburg                 | Kwartierstaat van Christiaan I van Anhalt-Bernburg                 | Kwartierstaat van Christiaan I van Anhalt-Bernburg                 | Kwartierstaat van Christiaan I van Anhalt-Bernburg                 |
| -------------------------------------------------- | ------------------------------------------------------------------------ | ------------------------------------------------------------------------ | ----------------------------------------------------------------------------------- | ----------------------------------------------------------------------------------- | ------------------------------------------------------------------ | ------------------------------------------------------------------ | ------------------------------------------------------------------ | ------------------------------------------------------------------ |
| Overgrootouders                                    | Ernst van Anhalt (1454-1516) ∞ Margaretha van Münsterberg (1473-1530)    | Ernst van Anhalt (1454-1516) ∞ Margaretha van Münsterberg (1473-1530)    | Joachim I Nestor van Brandenburg (1484-1535) ∞ Elisabeth van Denemarken (1485-1555) | Joachim I Nestor van Brandenburg (1484-1535) ∞ Elisabeth van Denemarken (1485-1555) | ? (–) ∞ ? (–)                                                      | ? (–) ∞ ? (–)                                                      | ? (–) ∞ ? (–)                                                      | ? (–) ∞ ? (–)                                                      |
| Grootouders                                        | Johan IV van Anhalt (1504–1551) ∞ Margaretha van Brandenburg (1511-1577) | Johan IV van Anhalt (1504–1551) ∞ Margaretha van Brandenburg (1511-1577) | Johan IV van Anhalt (1504–1551) ∞ Margaretha van Brandenburg (1511-1577)            | Johan IV van Anhalt (1504–1551) ∞ Margaretha van Brandenburg (1511-1577)            | Wolfgang I van Barby (–) ∞ ? (–)                                   | Wolfgang I van Barby (–) ∞ ? (–)                                   |                                                                    |                                                                    |
| Ouders                                             | Joachim Ernst van Anhalt (1536-1586) ∞ Agnes van Barby (1540-1569)       | Joachim Ernst van Anhalt (1536-1586) ∞ Agnes van Barby (1540-1569)       | Joachim Ernst van Anhalt (1536-1586) ∞ Agnes van Barby (1540-1569)                  | Joachim Ernst van Anhalt (1536-1586) ∞ Agnes van Barby (1540-1569)                  | Joachim Ernst van Anhalt (1536-1586) ∞ Agnes van Barby (1540-1569) | Joachim Ernst van Anhalt (1536-1586) ∞ Agnes van Barby (1540-1569) | Joachim Ernst van Anhalt (1536-1586) ∞ Agnes van Barby (1540-1569) | Joachim Ernst van Anhalt (1536-1586) ∞ Agnes van Barby (1540-1569) |
| Christiaan I van Anhalt-Bernburg (1568-1630)       |                                                                          |                                                                          |                                                                                     |                                                                                     |                                                                    |                                                                    |                                                                    |                                                                    |